# 초·중등학교 정보통신기술교육 운영지침
초·중등학교 정보통신기술교육 운영지침은 대한민국의 초·중등학교에서 정보통신기술교육의 교육과정을 편성하고 운영하는 것에 관한 지침이다.
이 지침은 국민공통기본 교육과정에서 정보통신기술에 관한 소양교육과 각 교과별 교수∙학습과정에서 정보통신기술 활용을 위한 것이다. 국가수준의 교육과정에 대한 전면 개정의 어려움을 보완하면서 학교현장에 ICT활용에 대한 가이드라인을 제시하기 위해 별도로 마련되었다. 정보통신기술교육을 소양교육과 교과 활용교육으로 구분하고, 교과 혹은 교과외 시간(재량활동이나 특별활동 시간 등)을 이용해 정보통신기술 관련 교과를 지도하거나 정보통신기술을 활용할 수 있도록 하고 있다.